# Essen (Bélgica)
Essen é um município da Bélgica localizado no distrito de Antuérpia, província de Antuérpia, região da Flandres.

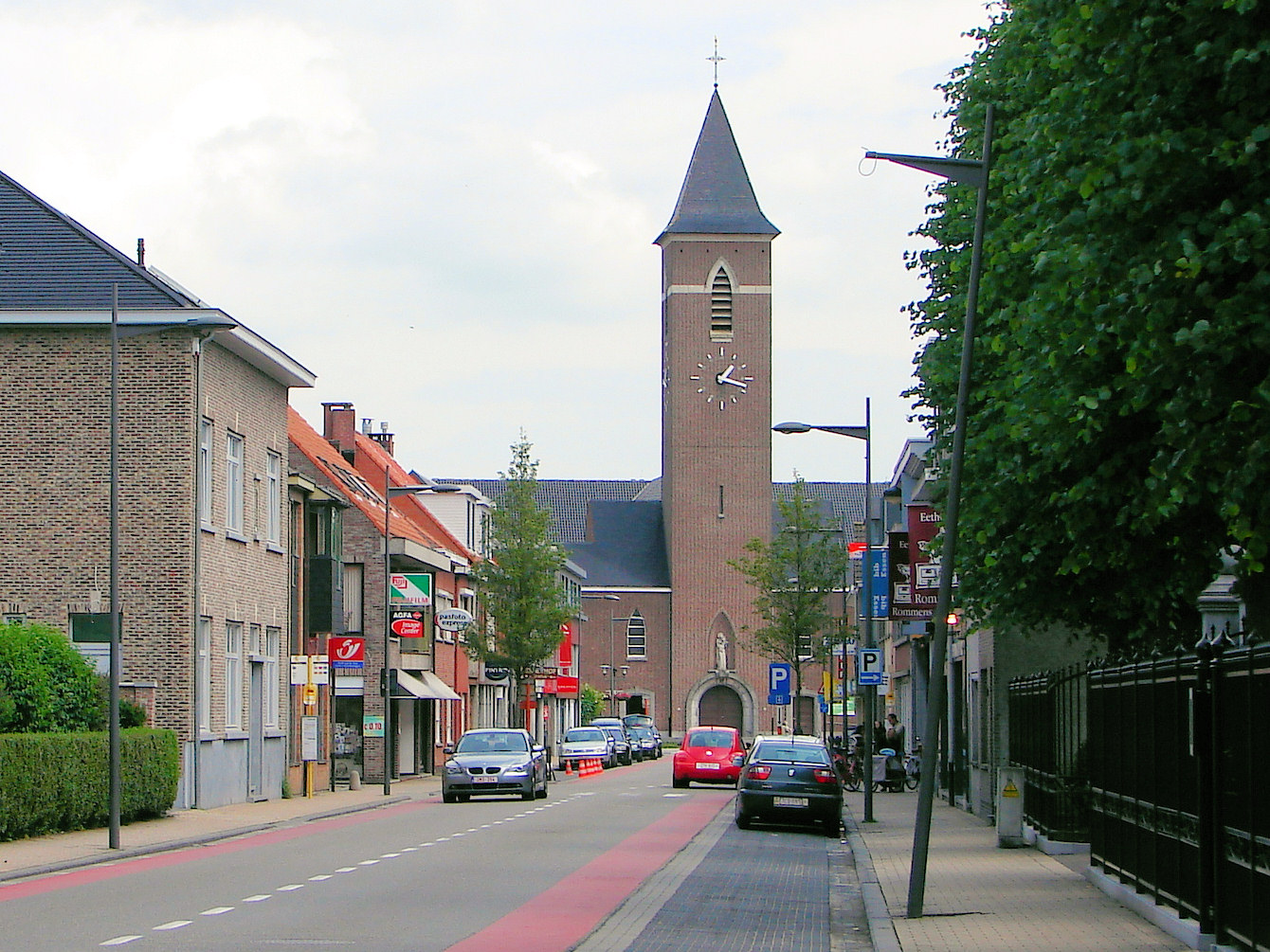
Essen
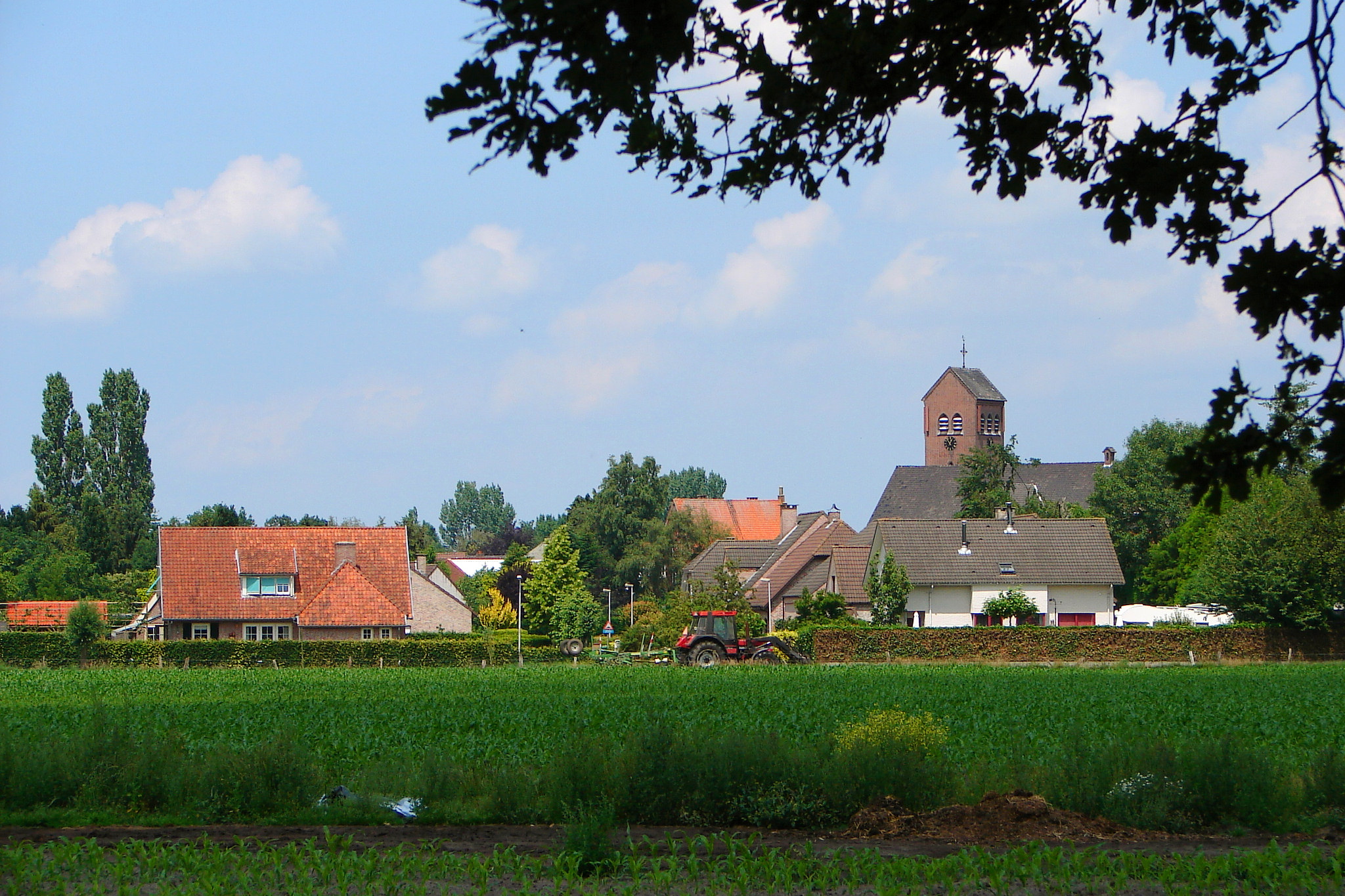
Horendonk
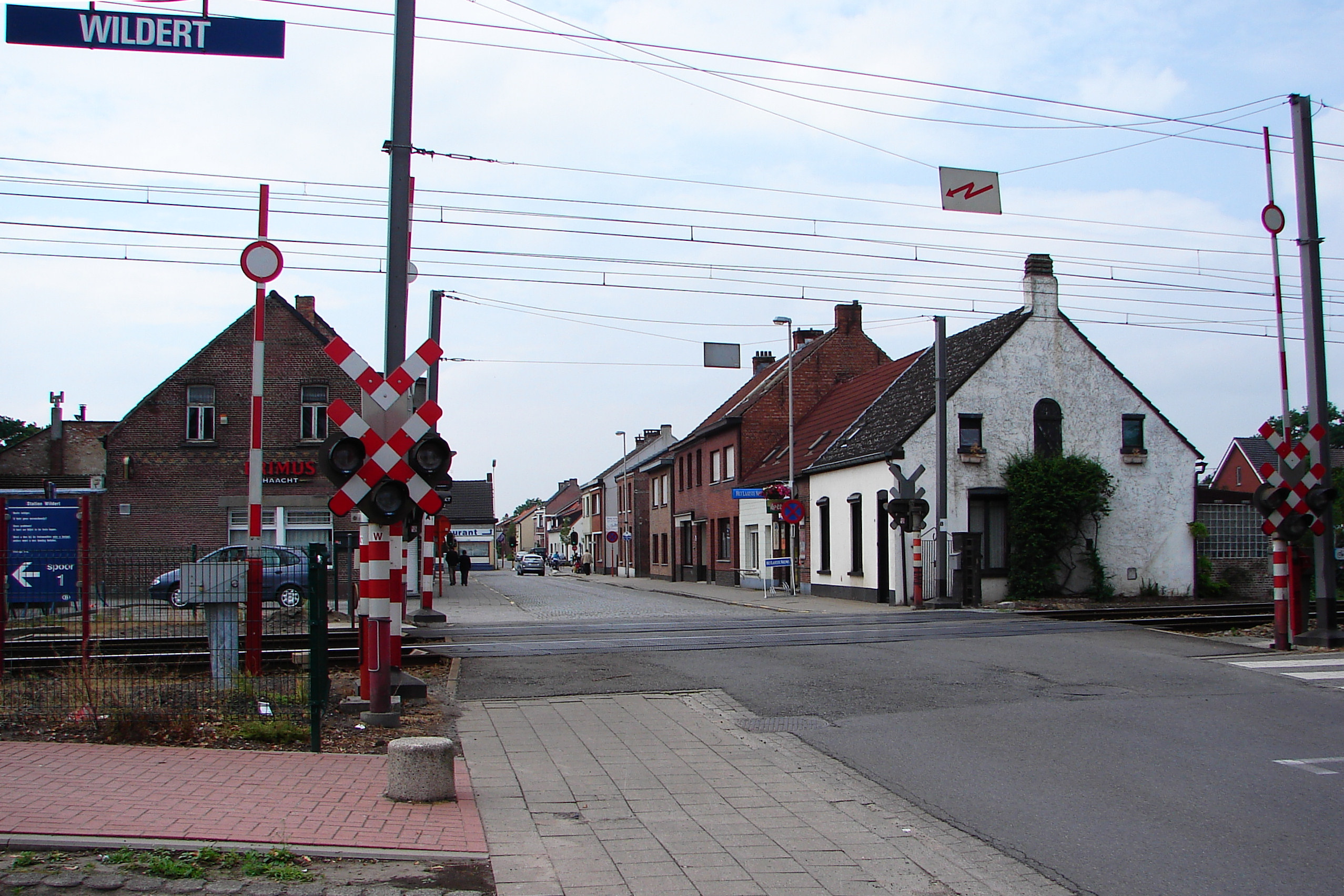
Wildert